# 斑點艷花介
斑點艷花介（学名：Abroeythereis punctata）为粗面介科艷花介屬下的一个种。